# Serie temporală
O serie de timp (temporală) este o serie de puncte-date dependente de timp, dar care de regulă nu constituie o serie în strict sens matematic. Un exemplu potrivit de serie temporală este cursul de valori de la o bursă de schimb. O secvență de puncte ale unei serii de timp  are punctele spațiate prin intervale egale de timp.